# Żabia Wola (gromada w powiecie bychawskim)
Żabia Wola – dawna gromada, czyli najmniejsza jednostka podziału terytorialnego Polskiej Rzeczypospolitej Ludowej w latach 1954–1972.
Gromady, z gromadzkimi radami narodowymi (GRN) jako organami władzy najniższego stopnia na wsi, funkcjonowały od reformy reorganizującej administrację wiejską przeprowadzonej jesienią 1954 do momentu ich zniesienia z dniem 1 stycznia 1973, tym samym wypierając organizację gminną w latach 1954–1972.
Gromadę Żabia Wola z siedzibą GRN w Żabiej Woli utworzono – jako jedną z 8759 gromad na obszarze Polski – w powiecie lubelskim w woj. lubelskim na mocy uchwały nr 12 WRN w Lublinie z dnia 5 października 1954. W skład jednostki weszły obszary dotychczasowych gromad Polanówka, Prawiedniki wieś i Prawiedniki kol. ze zniesionej gminy Zemborzyce, a także obszary dotychczasowych gromad Żabia Wola i Osmolice wieś, wraz z częścią obszaru dotychczasowej gromady Osmolice kol. (położoną na północ od drogi Majdan Krężnicki-Osmolice wieś) oraz częścią obszaru dotychczasowej gromady Tuszów kol. (obejmującą obszar położony między rzeką Kosarzewka a drogą Tuszów-Żabia Wola oraz między drogami Jabłonna-Osmolice i Tuszów-Iżyce) ze zniesionej gminy Piotrowice – w tymże powiecie. Dla gromady ustalono 27 członków gromadzkiej rady narodowej.
1 stycznia 1956 gromada weszła w skład nowo utworzonego powiatu bychawskiego w tymże województwie.
1 stycznia 1957 z gromady Żabia Wola wyłączono kolonię Prawiedniki, włączając ją do gromady Mętów w powiecie lubelskim w tymże województwie.
1 stycznia 1959 z gromady Żabia Wola wyłączono wieś i kolonię Prawiedniki, włączając ją do gromady Zemborzyce w powiecie lubelskim w tymże województwie.
31 grudnia 1959 z gromady Żabia Wola wyłączono kolonie Bór i Nowiny, włączając je do gromady Zemborzyce w powiecie lubelskim w tymże województwie.
Gromada przetrwała do końca 1972 roku, czyli do kolejnej reformy gminnej.